# شبکه اتوبان‌های آلمان

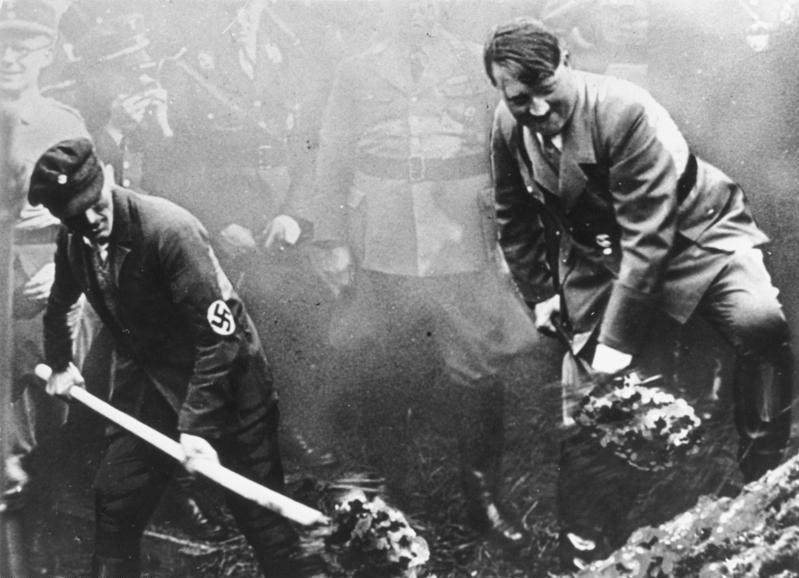
هیتلر در مراسم کلنگ زنی اتوبان رایش از فرانکفورت به مانهایم، در ۲۳ سپتامبر ۱۹۳۳، به منظور ریشه کنی بیکاری

شبکه اتوبانهای آلمان (به آلمانی: Bundesautobahn) به اختصار BAB، به شبکه ملی و هماهنگ اتوبان‌های آلمان گفته می‌شود.
در این شبکه محدودیت سرعت وجود ندارد اما نهایت سرعت بر روی ۱۳۰ کیلومتر بر ساعت توصیه می‌گردد.
تا سال ۲۰۱۶ طول شبکه اتوبان‌ها ۱۲۹۹۶ کیلومتر بوده‌است.

## تاریخچه
ایده ساخت شبکه سراسری اتوبان در آلمان، به دهه ۱۹۲۰ در جمهوری وایمار بازمی‌گردد؛ اما به دلیل مشکلات اقتصادی و حمایت نکردن دولت از این طرح، تقریباً هیچ کاری در این دوره انجام نگرفت. اولین کلنگ ساخت اتوبان را آلمان نازی در سال ۱۹۳۳ به دستور آدولف هیتلر زد و به پیشرفت قابل توجهی رسید اما در اوایل دهه ۱۹۴۰ به دلیل درگیری در جنگ، پروژه ساخت اتوبان متوقف شد.
در جدول زیر پیشرفت ساخت اتوبان را در پایان هر سال مشاهده می‌کنید:
| سال            | ۱۹۳۵ | ۱۹۳۶  | ۱۹۳۷  | ۱۹۳۸  | ۱۹۳۹  | ۱۹۴۰  | ۱۹۵۰   | ۱۹۵۵  | ۱۹۶۰  | ۱۹۶۵  | ۱۹۷۰  | ۱۹۷۵  | ۱۹۸۰  | ۱۹۸۵  | ۱۹۹۰  | ۱۹۹۵   | ۲۰۰۰   | ۲۰۰۵   | ۲۰۱۰   |
| طول به کیلومتر | ۱۰۸  | ۱٬۰۸۶ | ۲٬۰۱۰ | ۳٬۰۴۶ | ۳٬۳۰۰ | ۳٬۷۳۶ | *۲٬۱۲۸ | ۲٬۱۸۷ | ۲٬۵۵۱ | ۳٬۲۰۴ | ۴٬۱۱۰ | ۵٬۷۴۲ | ۷٬۲۹۲ | ۸٬۱۹۸ | ۸٬۸۲۲ | ۱۱٬۱۴۳ | ۱۱٬۵۱۵ | ۱۲٬۱۷۴ | ۱۲٬۸۱۳ |

* در زمان جنگ جهانی دوم، بعضی از اتوبان‌ها برای فرود هواپیماهای جنگی صاف و تخریب شدند.